# A New Place 2 Drown
A New Place 2 Drown è il secondo album in studio del cantautore britannico Archy Marshall, noto con lo pseudonimo King Krule. Il disco è uscito nel 2015.

## Tracce
Testi e musiche di Archy Marshall.
1. Any God of Yours – 1:39
2. Swell – 2:09
3. Arise Dear Brother – 2:55
4. Ammi Ammi (featuring Jamie Isaac) – 3:30
5. Buffed Sky – 2:38
6. Sex With Nobody – 3:33
7. Eye's Drift – 2:22
8. The Sea Liner MK 1 – 3:36
9. Empty Vessels – 3:29
10. New Builds – 1:33
11. Dull Boys – 3:25
12. Thames Water – 7:01